# Tamiami
Tamiami ist  ein census-designated place (CDP) im Miami-Dade County im US-Bundesstaat Florida. Das U.S. Census Bureau hat bei der Volkszählung 2020 eine Einwohnerzahl von 54.212 ermittelt. 

## Geographie
Tamiami grenzt im Osten direkt an die Stadt Sweetwater und liegt etwa 15 km westlich von Miami. Der CDP wird vom namensgebenden Tamiami Trail (U.S. 41, SR 90) sowie den Florida State Roads 821 (Homestead Extension of Florida’s Turnpike, mautpflichtig) und 836 (Dolphin Expressway, mautpflichtig) durchquert bzw. tangiert.

## Demographische Daten
Laut der Volkszählung 2010 verteilten sich die damaligen 55.271 Einwohner auf 16.875 Haushalte. Die Bevölkerungsdichte lag bei 2909 Einw./km². 94,5 % der Bevölkerung bezeichneten sich als Weiße, 1,3 % als Afroamerikaner, 0,1 % als Indianer und 0,7 % als Asian Americans. 2,0 % gaben die Angehörigkeit zu einer anderen Ethnie und 1,3 % zu mehreren Ethnien an. 92,7 % der Bevölkerung bestand aus Hispanics oder Latinos.
Im Jahr 2010 lebten in 39,8 % aller Haushalte Kinder unter 18 Jahren sowie 39,0 % aller Haushalte Personen mit mindestens 65 Jahren. 84,7 % der Haushalte waren Familienhaushalte (bestehend aus verheirateten Paaren mit oder ohne Nachkommen bzw. einem Elternteil mit Nachkomme). Die durchschnittliche Größe eines Haushalts lag bei 3,29 Personen und die durchschnittliche Familiengröße bei 3,44 Personen.
19,3 % der Bevölkerung waren jünger als 20 Jahre, 24,7 % waren 20 bis 39 Jahre alt, 30,2 % waren 40 bis 59 Jahre alt und 22,8 % waren mindestens 60 Jahre alt. Das mittlere Alter betrug 42 Jahre. 47,2 % der Bevölkerung waren männlich und 52,8 % weiblich.
Das durchschnittliche Jahreseinkommen lag bei 50.421 $, dabei lebten 13,5 % der Bevölkerung unter der Armutsgrenze.
Im Jahr 2000 war englisch die Muttersprache von 6,99 % der Bevölkerung, spanisch sprachen 92,40 % und 0,61 % hatten eine andere Muttersprache.